# Boris Spaski
Boris Vasiljevič Spaski (tudi Spasski) (rusko Бори́с Васи́льевич Спа́сский), rusko-francoski šahovski velemojster in nekdanji šahovski svetovni prvak, * 30. januar 1937, Leningrad, Sovjetska zveza, † 27. februar 2025, Moskva, Rusija.
Spaski je bil svetovni šahovski prvak med letoma 1969 in 1972. Leta 1976 je emigriral v Francijo, kjer je dve leti kasneje pridobil francosko državljanstvo in nato zastopal Francijo na šahovskih olimpijadah. Kljub temu, da je še naprej sodeloval na turnirjih, ni več veljal za glavnega kandidata za naslov svetovnega prvaka. Leta 1992 izgubil neuradno povratno tekmo proti Fischerju. Leta 2012 je zapustil Francijo in se vrnil v Rusijo.

## Zgodnje življenje
Spaski se je rodil v Leningradu (danes Sankt Peterburg) ruskim staršem. Njegov oče, Vasilij Vladimirovič Spaski, je služil v vojski. Izhajal je iz družine Vladimirja Aleksandroviča Spaskega, uglednega ruskega pravoslavnega duhovnika Kurske gubernije. Borisova mati Ekaterina Petrovna Spasskaya (rojena Petrova) je bila učiteljica. Rodila se je v vasi Ryadnevo okrožja Gdov (zdaj Pskovska oblast) kot nezakonska hči Darije Ivanovne Ivanove (iz lokalne kmečke družine) in Andreja Kuprijanoviča Kuprijanova, posestnika, ki je imel hiše v Sankt Peterburgu in Pskovu. Čez nekaj časa je Daria Ivanovna pobegnila v Sankt Peterburg in pustila svojo hčerko Petru Vasiljevu, njenemu sorodniku, ki je Ekaterino vzgojil pod priimkom Petrova.
Spaski se je naučil igrati šah pri petih letih na vlaku, ki se je evakuiral iz Leningrada med obleganjem Leningrada v drugi svetovni vojni. Široko pozornost je prvič pritegnil leta 1947, ko je bil star 10 let, ko je v simultanki v Leningradu premagal sovjetskega prvaka Mihaila Botvinika. Prvi trener Spaskega je bil Vladimir Zak. V svoji mladosti, od 10. leta naprej, je Spaski pogosto treniral šah več ur na dan z vrhunskimi trenerji. Postavil je rekorde kot najmlajši sovjetski igralec, ki je dosegel naziv prve kategorije (starost 10 let), rang kandidata za mojstra (starost 11 let) in rang sovjetskega mojstra (starost 15 let).